# Universités Canada
Universités Canada (en anglais : Universities Canada) anciennement connu sous le L'association des universités et collèges du Canada (en anglais : Association of Universities and Colleges of Canada ou AUCC) est une association à but non lucratif qui représente les collèges et universités du Canada.

## Présentation
Fondée en 1911, l'AUCC regroupe 95 universités canadiennes publiques et privées.

## Source
- (en) Cet article est partiellement ou en totalité issu de l’article de Wikipédia en anglais intitulé « Association of Universities and Colleges of Canada » (voir la liste des auteurs).